# Silence, on tourne !
Ne doit pas être confondu avec Silence... on tourne ou Silence on tourne !.
Pour plus de détails, voir Fiche technique et Distribution.
Silence, on tourne ! (titre original : Movie Crazy) est film américain en noir et blanc, réalisé par Clyde Bruckman et Harold Lloyd (qui n'est pas crédité pour la réalisation), sorti en 1932. 
Ce film met en scène le comique Harold Lloyd dans son troisième film parlant.

## Synopsis
Harold Hall est un jeune homme qui veut devenir acteur alors qu'il n'a aucun talent pour la comédie. Réussissant toutefois à obtenir un rendez-vous pour un casting, il se rend à Hollywood et enchaîne les bourdes et les catastrophes lors de son test.

## Fiche technique
- Titre : Silence, on tourne !
- Titre original : Movie Crazy
- Réalisation : Clyde Bruckman et Harold Lloyd (non crédité)
- Scénario : Vincent Lawrence, Agnes Christine Johnston (en), John Grey, Felix Adler, Clyde Bruckman, Frank Terry, Lex Neal, Ernie Bushmiller et Harold Lloyd (ces deux derniers non crédités)
- Musique : Alfred Newman (non crédité)
- Directeur de la photographie : Walter Lundin
- Montage : Bernard W. Burton (en)

- Producteur : Harold Lloyd

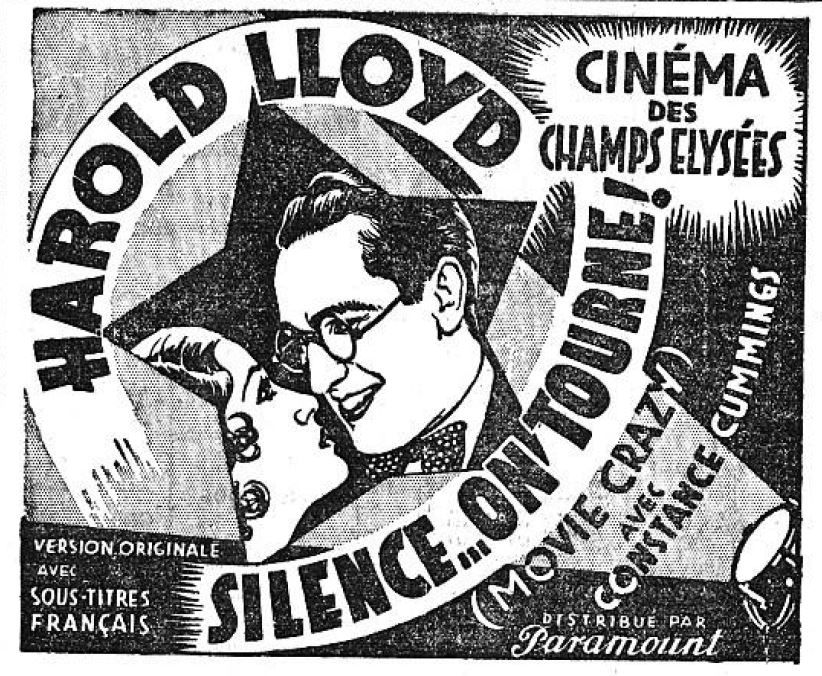
Publicité pour le film Silence, on tourne ! au cinéma des Champs Elysées.

- Société de production : The Harold Lloyd Corporation
- Société de distribution : Paramount Pictures
- Pays de production :  États-Unis
- Langue originale : anglais américain
- Format : noir et blanc
- Genre : comédie romantique
- Durée : 98 minutes
- Dates de sortie :
  - États-Unis : 23 septembre 1932
  - France : 28 octobre 1932[1]
- Affiche : Roger Cartier (France)

## Distribution
- Harold Lloyd : Harold Hall
- Constance Cummings : Mary Sears
- Louise Closser Hale : Mrs Kitterman
- Spencer Charters : J.L. O'Brien
- Robert McWade : Wesley Kitterman
- Harold Goodwin : Miller
- DeWitt Jennings : M. Hall
- Lucy Beaumont : Mrs Hall
- Arthur Housman : un client du restaurant

Acteurs non crédités
- Edmund Cobb : Bill
- Wallace Howe : apparition
- Gus Leonard : le concierge
- Sam McDaniel : le valet
- Edward Peil Sr. : un serveur
- Jack Perrin : apparition
- Grady Sutton : homme effrayé par les souris
- Ellinor Vanderveer (en) : Mrs Crumplin
- Blackie Whiteford : un policier
- Noah Young : un policier

## Récompenses et distinctions

### Nominations
- Saturn Award 2006 :
  - Saturn Award de la meilleure collection DVD (au sein du coffret Harold Lloyd Collection)